# Färdhastighet
Färdhastighet (engelska: ground speed, kort GS), gentemot "verklig hastighet" (true airspeed), är ett luftfartygs horisontella hastighet relativt marken.
Hastigheten anges normalt i knop och kan mätas direkt i luftfartyget med till exempel en GPS-mottagare eller härledas ur luftfartygets fart relativt luften och aktuell vind (motvind, medvind eller något däremellan) på aktuell flyghöjd. Flygsträckan i nautiska mil dividerad med GS (om GS är konstant) i knop ger flygtiden för sträckan.